# Referéndum de Filipinas de 1599
El Referéndum de 1599 fue encargado por Felipe II a través de la Real Cédula del 8 de febrero de 1597 y llevado a cabo en la Capitanía General de Filipinas en 1599 para confirmar la soberanía española de las islas, que fue aprobada.
La Real Cédula fue publicada en Manila el 5 de agosto de 1598 instruyendo a Francisco de Tello de Guzmán, gobernador general de Filipinas, a realizar el plebiscito entre los filipinos indígenas con el fin de que los nativos filipinos decidieran si pertenecer y someterse libremente al control de la Corona Hispánica y reconocer al Imperio como una autoridad soberana legítima. El referéndum de 1599 fue el resultado de reformas en el Nuevo Mundo designadas para eliminar los abusos a nativos, siguiendo, entre otras, las premisas de Alonso de Veracruz o del dominico Francisco de Vitoria que postulaba que los nativos eran soberanos de sus propias tierras indistintamente del bajo nivel de su cultura.

## Recepción
Se conservan las referencias de las provincias de Pangasinán, Cagayán y La Laguna.
En Mangaldán (Pangasinán) el referéndum tuvo lugar el 21 de marzo de 1599 presidido por el Obispo Benavides, del acta de la sesión sigue:

"(Todos los hombres reunidos) de propia voluntad, sin coacción alguna, más bien para su satisfacción, daban y realmente dieron voluntaria y libremente, en nombre de todos los pueblos y barnagays, por el presente y por el futuro, obediencia al rey católico de Castilla y León, a quienes tomaban y  realmente tomaron para su rey y señor, y se ponían bajo su protección real, y siendo sus vasallos serían defendidos y protegidos, viviendo en paz y con seguridad sus vidas, honor y propiedades. Y sobre todo le pidieron a Su Majestad que les proporcionara obispos y religiosos [misioneros] y todo lo que pertenece al bien del alma. Acerca de todo esto, dijeron que no se sentían conmovidos por dichas personas religiosas u otras, sino por lo que veían por la experiencia; y dieron muchas gracias a Dios que se había dignado de enviarles tal rey y señor. Añadieron más, diciendo que si al entrar en estas islas, los españoles habían explicado al pueblo de boca en boca y cualquier acción de una manera comprensible para ellos el bien que derivaba de ser vasallos del rey, ellos [los nativos] habrían dado obediencia tan voluntaria y libremente como lo hacen ahora."

Diego Siriban fue uno de los primeros conversos al catolicismo y un líder del pueblo que ofreció "un apoyo abierto a la nueva forma de vida enseñada por los misioneros" y cuando la Real Cédula de 1597 llegó a Cagayán "llevó a su pueblo a aceptar con entusiasmo la soberanía del Rey de España."

"Por eso, en pocos años, cuando se les pidió la oferta voluntaria de lealtad por parte de su Majestad el Rey Felipe II, para satisfacer un escrúpulo que había sentido con respecto a la conquista de esa provincia, uno de los principales jefes de la provincia, don Diego Siriban, respondió por sí mismo y por sus súbditos que dio su lealtad al rey nuestro Señor con una muy buena voluntad, debido a la gran bendición que les había dado al enviarles religiosos."

Continuó diciendo: "Si hubiéramos conocido antes el bien que venía a nosotros con ellos, habríamos ido a sus países a buscarlo, incluso si hubiéramos estado seguros de que la mitad de nosotros estaba seguro de perecer en la búsqueda." Todo el pueblo dijo lo mismo.

En Cagayán, el obispo de Nueva Segovia (actualmente Lal-lo), don Fray Pedro de Soria, reunió a aquellos indios, por orden de Su Majestad, y les dijo las ventajas de la monarquía española, y cuán provechoso les sería tener a don Felipe, rey de los españoles, como su rey, que los protegería en paz y con justicia. Los jefes no contestaron una palabra a esto. Entonces, el obispo volvió a hablar y les preguntó si habían entendido las palabras que les había dicho, y si le contestarían. Entonces se levantó un indio y dijo: "Respondemos que deseamos que el rey de España sea nuestro rey y soberano, porque nos ha enviado castellanos, que nos están liberando de la tiranía y dominación de nuestros jefes, así como padres que nos ayudan contra los mismos castellanos y nos protegen de ellos." 
En La Laguna el plebiscito tuvo lugar en Lumban el 13 de junio de 1599. 143 Los capitanes de los barangay, los caciques y otros líderes del pueblo se presentaron, pero se mostraron reacios a dar una respuesta de inmediato y pidieron una moratoria de un año para decidir algo tan monumental como someterse al rey de España.

"Por lo tanto, en respuesta a lo que se les preguntó, ya que era de tan gran importancia solicitaron un retraso, ya que el tiempo es tan corto, y no habían conferido y comunicado con todos los jefes, ni informado a los de sus aldeas de la resolución; y así se separaron, diciendo que habría tiempo suficiente desde ahora hasta la salida de los barcos en el próximo año, mil seiscientos, y que la información sobre esta negociación podría ser enviada entonces a su Majestad."

## Resultados
El gobernador general de Filipinas, Francisco de Tello de Guzmán, informó al rey sobre los resultados hasta la fecha en una carta fechada en julio de 1599. No se tiene registro de la respuesta y se sucede la llegada de la noticia a Manila de la muerte del rey Felipe II. Tras la muerte de Felipe II el referéndum llega a su fin sin estar completado, con resultados positivos en al menos unas regiones.

"Esto es lo que se ha hecho desde entonces, en virtud de su decisión. Instrucciones e instrucciones han sido enviadas a los alcaldes-alcaldes y a los religiosos en todas las provincias, que por los métodos de gracia que su Majestad dirige, la sumisión será entregada a su Majestad. En la provincia de Ylocos, en la diócesis del obispo de Nueva Segovia, esto fue muy bien hecho; y la sumisión fue entregada a Su Majestad. Asimismo todo el distrito de Manila, una misión de los padres agustinos, ha rendido sumisión. La Laguna, a cargo de los padres franciscanos, no ha cedido tan fácilmente; porque los nativos han pedido un año de plazo para responder; y he dejado La Laguna en este estado, hasta que deba dar cuenta de ello a Su Majestad, como usted me indica. Lo mismo se hará en las otras provincias que piden retrasos. Hasta ahora no se me ha informado de lo que se ha hecho. 

Ellos no están de ninguna manera oprimidos por la recaudación del tributo; y si el efecto de este decreto real debe continuar y estar en funcionamiento como se establece en él, habrá muchas dificultades, tales como ya han comenzado con la búsqueda de retraso. Su Majestad no tendrá nada seguro, y por la misma razón no tendrá justificación para poseer esta tierra. Le envío a Su Majestad una copia de las instrucciones y directrices que se ordenan para la ejecución de estas medidas, y una de las respuestas de los nativos de La Laguna; para que, viendo estas dificultades, Su Majestad puede estar encantado de ordenar una revisión de este asunto y una determinación de lo que es más conveniente para el servicio de Su Majestad. Mientras tanto, pondré las cosas en el mejor estado posible."
Francisco de Tello de Guzmán